# Уилям Макилвани
Уилям Макилвани (на английски: William McIlvanney) е шотландски журналист, поет и писател на произведения в жанра криминален роман, лирика, драма и документалистика.

## Биография и творчество
Уилям Ангъс Макилвани е роден на 25 ноември 1936 г. в Килмарнок, Шотландия. Той е най-малкият от четирите деца в семейство на миньор. По-големият му брат е спортният журналист Хю Макилвани. Завършва гимназия в родния си град. Завършва през 1960 г. с магистърска степен английска филология в университета на Глазгоу. След дипломирането си работи като учител по английски език в Кралската академия на Ървин и помощник-директор в „Greenwood Academy“ в Дрегхорн, Северен Еършър до 1975 г., когато напуска и се посвещава на писателската си кариера.
Първият му роман „Лекарството е никакво“ (Remedy is None) е публикуван през 1966 г. Романът печели Мемориалната награда „Джефри Фабер“. Романът му „Дохърти“ от 1975 г. е история на миньор, чиято смелост и издръжливост са изпитани по време на депресията. Романът печели наградата „Уитбред“.
Романът му „Големият“ (The Big Man) от 1985 г. е историята на Дан Скоулар, безработен мъж, който се включва в боеве с голи ръце, за да си изкарва прехраната. Романът е екранизиран през 1990 г. от режисьора Дейвид Леланд в едноименния филм с участието на Лиъм Нийсън, Джоан Уоли и Били Конъли. Романите „Дохърти“ и „Големият“ представят типични герои на Макилвани – твърди, често жестоки мъже, вкопчени в борба със собствената си природа и произход. През 1996 г. е издаден романът му „Пещ“, който представя историята на Там Дохърти, внук на героя от романа „Дохърти“. Романът печели наградата „Салтир“ за шотландска книга на годината на дружеството „Салтир.
През 1977 г. с романа „Лейдлоу“ (Laidlaw) започва поредицата „Джак Лейдлоу“. Детектив Джак Лейдлоу тръгва по следите на разследване на убийство дълбоко в дъното на Глазгоу от времето на 1970-те, свят, който познава отлично. Романът се смята за първият, който използва жанра „тартан ноар“. Последният му роман от поредицата, „Тъмните останки“ (The Dark Remains) е довършен от писателя Иън Ранкин. Първите два романа от поредицата получават наградата „Сребърен китжал“ на Асоциацията на писателите на криминални романи.
Уилям Макилвани също е известен поет, автор на „The Longships in Harbour“ (1970) и на „Surviving the Shipwreck“ (1991), която също съдържа журналистически произведения, включително есе за Т. С. Елиът.
В допълнение към писателската си кариера той пише редовно за вестници от 1978 г. започвайки с поредица от статии за вестниците „Обзървър“ (Великобритания) и „Хералд“ (Шотландия) за участието на Шотландия на Световното първенство по футбол през 1978 г. в Аржентина. После в периода 1984 – 1985 г. пише седмични рецензии като телевизионен критик за „Хералд“ (Глазгоу), а в следващите години и за други медии. Той има социалистически възгледи и е противник на тачъризма.
Уилям Макилвани умира след кратко боледуване на 5 декември 2015 г. в Глазгоу, Шотландия.
През 2016 г. университетът на Глазгоу посмъртно го удостоява с почетна докторска степен. На негово име, като създател на стила „тартан ноар“, през 2016 г. е учредена литературната награда „Макилвани“ на Шотландския международен фестивал за криминална литература. Синът му, Лиъм Макилвани, също е писател. През 2018 г. той печели наградата „Макилвани“ с криминалния си роман „The Quaker“ (Квакерът).

## Произведения

### Самостоятелни романи
- Remedy Is None (1966) – награда „Джефри Фабер“[1][2][3]
- A Gift from Nessus (1968)
- Docherty (1975)
- The Big Man (1985)
- In Through the Head (1988)
- The Kiln (1996) – награда „Салтир“
Пещ, изд.: ИК „Еднорог“, София (2001), прев. Владимир Германов
- Weekend (2006)

### Серия „Джак Лейдлоу“ (Jack Laidlaw)
1. Laidlaw (1977) - награда „Сребърен кинжал“[1][3]
2. The Papers of Tony Veitch (1983) - награда „Сребърен кинжал“
3. Strange Loyalties (1991)
Странни приятелства (откъс), сп. „Пламък“ (2001), прев. Боряна Джанабетска
4. The Dark Remains (2021) – с Иън Ранкин

### Участие в общи серии с други писатели

#### Серия „Другаде“ (Elsewhere)
1. Here (2012)
от серията има още 3 романа от различни автори

### Сборници
- The Longships in Harbour (1970) – поезия[1][3]
- Landscapes and Figures (1973) – поезия
- Walking Wounded (1989) – разкази
- Surviving the Shipwreck (1991) – поезия и есета

### Документалистика
- Shades of Grey (1990)[1]
- Dreaming Scotland (2014)

### Екранизации
- 1968 Loch Lomond – късометражен документален филм
- 1974 The Line to Skye – късометражен документален филм
- 1980 Play for Today – тв сериал, 1 епизод
- 1990 Големият, The Big Man
- 1991 Screen Two – тв сериал, 1 епизод